# شان کودی
شان کودی (انگلیسی: Sean Cody) یک استودیوی پورنوگرافی همجنسگرایی مردانه است که در سپتامبر ۲۰۰۱ تأسیس شده است.